# Paavo Tynell
Paavo Viljo Tynell, född 25 januari 1890 i Helsingfors i Finland, död 13 september 1973 i Tusby, var en finländsk formgivare. Han arbetade framför allt med formgivning och tillverkning av armaturer samt framtagning av belysningslösningar. Han gifte sig 1947 med glasformgivaren Helena Tynell (1918–2016). 
Paavo Tynell var kvällsstuderande vid Centralskolan för konstflit i Helsingfors, medan han var lärling hos Oy G. W. Sohlberg Ab, där han arbetade 1906-1912 med plåt och tillverkning av förpackningar. Han arbetade 1912-1916 hos konstgjuteriet Koru (svenska: smycke), där han tillverkade sin första mässingsarmatur. Han har också undervisat vid Centralskolan för konstflit.
Paavo Tynell var en av grundarna av konstgjuteriet Oy Taito Ab, som startade 1918. Han var företagets verkställande direktör och dess konstnärlige ledare fram till 1953, då Taito Oy fusionerade med belysningsföretaget Idman.
Belysningen i Glaspalatset och Riksdagshuset i Helsingfors är exempel på hans mest kända uppdrag, liksom beslysningen till FN:s generalsekreterares arbetsrum. Han var en av de mest anlitade formgivarna av belysning till offentliga lokaler i Finland från 1930-talet till 1950-talet och hade också flera uppdrag i andra länder. Han planerade inrednings- och belysningslöstningar bland andra i samarbete med arkitekten Alvar Aalto. Mejlans kyrka och Enontekis kyrka är exempel på kyrkor, där Paavo Tynell formgivit belysningsarmaturer.

## Utmärkelser
- American Institute of Interior Designers, First Award in Design, 1950
- Museum on Modern Art New York, First Award in Good Design, 1951
- American Institute of Interior Designers, Excellence in Design Award, 1952